# Willow Street (Pennsylvanie)
Willow Street est une census-designated place (CDP) du comté de Lancaster, dans l'État de Pennsylvanie, aux États-Unis. Sa population s'élève à 7 578 habitants en 2010.

## Toponymie
Au début du XXe siècle, la rue principale de la ville est bordée de saules (willow en anglais) sur toute sa longueur, ce qui a inspiré le nom de la localité. Au fil du temps, la ville se développe, la rue est élargie et la plupart des arbres sont retirés pour permettre la création de trottoirs.

## Géographie
Willow Street se trouve aux coordonnées 39° 58′ 41″ N, 76° 16′ 28″ O (39.977932°, -76.274395°), à une altitude de 147 mètres.
D'après le Bureau du recensement des États-Unis, la CDP s'étend sur un territoire de 14 km2, intégralement constitué de terre.